# Vianney Szent János
Vianney Szent János, azaz Jean Marie Baptiste Vianney (Dardilly, 1786. május 8. – Ars, 1859. augusztus 4.) francia plébános volt, aki katolikus szent lett és a plébánosok védőszentje. Egyszerűen "Curé d'Ars" („az ars-i plébános”) néven is ismerik.
Nemzetközi hírnévre tett szert azzal, hogy pásztori tevékenységével, szentekhez illő életével, gyóntatói munkájával gyökeresen átformálta környezete szellemiségét. Amikor híre ment, egész Franciaországból özönlöttek hozzá a zarándokok gyónni.

## Gyermek- és ifjúkora
Szülei, Matthieu Vianney és Marie Beluze hat gyermeket neveltek, közülük a harmadik volt Jean. A Dardilly közelében lévő családi birtokon nőtt fel. A Vianney család hagyományait őrző katolikus volt, akik gyakran segítettek a szegényeken. Vendégül látták Szent Benedek Józsefet (Benoît Joseph Labre), a csavargók későbbi védőszentjét is, amikor az római zarándokútja során Dardillyn haladt keresztül.
1790-ben a francia forradalom vallásellenessége miatt sok pap, aki tovább folytatta a szentségek szolgáltatását plébániáján, rejtőzködni kényszerült. A Vianney család továbbra is részt vett a miséken, noha ez akkor illegális volt. Távoli birtokokra kellett járniuk, hogy hitüket titokban gyakorolhassák. Mivel ezek a papok naponta az életüket kockáztatták, a serdülő János úgy kezdett rájuk tekinteni, mint hősökre. Az elsőáldozásra titokban készült egy magánházban két apáca segítségével. 1799-ben saját otthonában tartották elsőáldozását, eltakart ablakok mögött, hogy ne szűrődjék ki rajtuk a gyertyafény.
Jean nővérétől tanult írni és olvasni. Gyermekkorát jórészt munkával töltötte apja birtokán. 1802-ben az egyházat az állam kiengedte az illegalitásból. Ebben az időben Jean már komolyan gondolkodott azon, hogyan folytatja az életét és tanulásra vágyott. Tizenkilenc éves korában apja beleegyezett, hogy Jean elhagyja a birtokot és Charles Balley, Écully plébánosa tanítsa. A pap többek közt latinra tanította egy olyan iskolában, amely a papi pályára készítette fel diákjait. Az iskolában a latinon kívül aritmetikát, történelmet és földrajzot is tanult. Jean küszködött, különösen a latinnal, hiszen korábbi tanulmányai félbeszakadtak a forradalom miatt. Ha nem érez erős késztetést, hogy a papi pályára lépjen és Charles Balley kevésbé türelmes, abbahagyta volna az iskolát.

## A háború idején
Tanulmányai 1809-ben ismét félbeszakadtak, amikor besorozták Napóleon seregébe, Spanyolország ellen harcolni. Ez tévedés miatt történt, hiszen a Lyoni főegyházmegyében magánúton teológiát tanulók nem voltak hadkötelesek. Jean tudatában volt ennek, de engedelmeskedett az utasításnak. Bevonulása napjának reggelen a templomba ment imádkozni és lekéste a többi regruta elindulását. Letartóztatták, de később szabadon engedték, mert a bevonulókért felelős kapitány elhitte történetét. Röviddel azután, hogy Lyonban elszállásolták, megbetegedett és Roanne-ba került kórházba, ahol apácák gyógyították meg. Amikor felgyógyult, visszaküldték a lyoni szállásra, de lemaradt a csoportjától és ráesteledett. Egy fiatalember vállalkozott rá, hogy elvezeti a társaihoz, ehelyett azonban mélyen Forez hegyei közé vezette, ahová a dezertált katonák menekültek. Tizennégy hónapot élt itt egy pajtában és Claudine Fayot, egy négygyermekes özvegy viselte a gondját. A Jerome Vincent álnevet vette fel és iskolát nyitott falusi gyermekek számára. Mivel a kemény tél elszigetelte a helyet, a dezertőröknek egy ideig nem kellett tartaniuk a csendőröktől. A hóolvadás után azonban a csendőrök gyakran jelentek meg, dezertőrök után kutatva. Ilyenkor Jean Fayot pajtájában bújt meg a szénában. Végül 1810-ben egy császári rendelet amnesztiát adott az 1806 és 1810 közt dezertálóknak, Jean így nyíltan visszatérhetett Écullybe.

## Curé d'Ars

### Kezdetek
Röviddel Charles Balley halála után Jean Vianney Ars plébánosa (franciául Curé d'Ars) lett. Azt tapasztalta, hogy a vallásosság a francia forradalom éveinek egyházüldözései következtében nagy károkat szenvedett. A vasárnapot vidéken sokhelyütt a mezőkön munkával, vagy a kocsmákban (a 200 lakosú község négy kocsmával dicsekedhetett) italozással, énekléssel és tánccal töltötték az emberek, ahelyett, hogy misére mentek volna. Ars fülledt, párás éghajlata is bűnre csábított.
Úgy érezte, vissza kell térítenie az egyházközség lakóit az Istenhez vezető útra. Példaképe Monsignor Charles Balley volt, aki papként az üldöztetés ellenére is hű maradt hitéhez.
Vianney szerint a legnagyobb bűn a tudatlanság volt. "Mi bizonyosak lehetünk arról"- mondá egyszer a szószéken – "hogy ezen egy bűn több embert taszít a kárhozatba, mint valamennyi más bűn; mivel a tudatlan ember nem ismeri sem a rosszat amit elkövet, sem pedig a jót, amit vétkezés által elveszít." E szenvedélytől vezetve kezdé hívei felvilágosítását.

### Működése, harcai

#### A fiatalság nevelése
Először a fiatalság nevelését kezdé el. Az ars-i gyermekek élete teljesen anyagi érdeklődésű volt, a munka és a szórakozás tölté ki. A vasárnapi misére ritkán járnak vala, inkább a szüleiknek segédkezének otthon. 
A plébános jámbor csalogatással édesgeté kis híveit a templomba: "képecskét adok annak, ki először jön templomba". Tavasszal és nyáron már reggel négykor jöttek egyes gyerekek. Élőbeszédben, beszédes képekkel fejté ki nekik a tridenti katekizmust. A megtanultakat szigorúan számonkérte.

#### A kocsma ellen
A vigadozás és kéjelgés elleni egyik első célpontja a kocsma volt. "A korcsma az ördög boltja, a pokol iskolája, ahol a sátán oktat és tanít, a hely, ahol eladják a lelkeket és ahol a család tönkremegy, ahol az egészség megromlik, ahol a veszekedések megindulnak és ahol gyilkosságot követnek el." A részegeskedőket úgy jellemezte, hogy a legbutább állathoz aljasodnak le. A kocsmárosok iránt még szigorúbb volt:
- A korcsmárosok ellopják a szegény feleség és a gyermekek kenyerét, amikor italt adnak az iszákosoknak, akik elköltik a pénzt, amit hétközben szereztek.[11]
- A pap, ha nem akar elkárhozni, nem szabad föloldoznia a korcsmárost, aki italt ad a részegeskedőknek éjjel vagy az istentisztelet alatt.[11]
- Ah, a korcsmárosokat a sátán nem igen kínozza; ellenkezőleg, megveti őket és köp rájuk.[11]

Az egyik kocsmáros meglátogatá Vianneyt, közölvén vele hogy a szentbeszédei romlásba döntik őt; Vianney pénzt adott neki, utána rábeszélte, zárja be a boltját. Az illető a legjobb hívek egyike lett. A másik kocsma is bezárt azon a helyen, így templom környékén nem volt többé kocsma. A másik kettő a község szélén is lassan eltűnt. A megszűnt kocsmák helyére heten próbáltak új kocsmát nyitni, mind a hét csődbement. Előre megjósolta: "Látni fogjátok, látni fogjátok, akik itt korcsmát nyitnak, mind tönkre fognak menni."
A kocsmák elleni támadás a szegénységet is nagymértékben csökkenté. Később, Vianney ismertté válván öt szerény, egyszerű vendégfogadó fogadá a vendégeket. Vianneynek ezekkel nem volt baja, "ha a kocsmák a tisztességes összejövetelek helyei maradtak volna, ahol Isten megbántása nélkül mulattak volna az emberek, Vianney békével megtűrte volna őket".

#### Káromkodás, esküdözés, könnyelmű beszéd ellen
A káromkodás (szent dolgok kiejtése szitkozódás kíséretében) nagyon bántotta, könnyezve beszélt róla. "Hasonlóképpen hadat üzent a könnyelmű esküvésnek, az átkozódásnak, a goromba kifejezéseknek, melyeket nem szégyellt a szószéken elsorolni, s mindezen bűnök lassan elmaradtak az ars-i szótárból. Helyükbe jöttek a lakosok ajkán: Miatyánk, Üdvözlégy, vagy ezek a kifejezések: Milyen jó az Isten!... Legyen áldott az Isten!..."

#### A vasárnapi munka ellen
- "Ti dolgoztok vasárnap, de mindaz, mit e munkával szereztek, megrontja testeteket, lelketeket. Ha azt kérdeznék attól, ki vasárnap dolgozik: Mit csinálsz? ezt felelhetné: Eladom lelkemet az ördögnek; keresztre feszítem Krisztust... A pokolé vagyok! Valahányszor látok valakit vasárnap fuvarozni, azt hiszem, hogy az illető a pokolba fuvarozza lelkét."[15]
- "A vasárnap a jó Isten tulajdona, az ő napja, az Úrnak a napja. A hét minden napját ő teremtette, ő magának tarthatta volna valamennyit: A 7 napból mégis 6-ot nektek adott, magának csak a 7-ediket tartotta meg. mily jogon nyúltok ahhoz, ami nem a tiétek? Nagyon jól tudjátok, hogy lopott jószág nem hoz áldást. Én kétféle módját ismerem annak, miként lesz valaki szegény: ha valaki vasárnap dolgozik és ha valaki lop."[11]

#### A rózsafüzér
Vianney erősen rajta volt, hogy a magánimából közös ima legyen, ennek jegyében az este beálltával harang hívá a községbélieket a templomba rózsafüzért és az esti imát imádkozni.

#### Ördögi zaklatások
Vianneyt az ördög 1824-1825 telén kezdé zaklatni, midőn a plébános éppen a Gondviselés néven létesítendő iskola és árvaház részére vásárolt egy telket. "Minden éjjel úgy hallotta a szegény arsi plébános mintha valaki szaggatná az ágya függönyeit (...) másnap ahelyett hogy darabokra szaggatva találta volna a függönyöket, teljesen épek voltak. Ez a gonosz játék elég sokáig tartott." A plébános ezt először a rágcsálóknak tulajdonította. A következő az volt, hogy lárma és ajtódörömbölés hallatszott az udvarban. Ekkor tolvajokra gyanakodott, kinézett, de senki nem volt ott. Az egyik közel lakót hívta segítségül, aki puskával jött segíteni. Hajnali 1 óra felé "mintha az udvarra nyíló ajtót hevesen megrázták volna, majd hatalmas bunkóval az ajtóra csaptak, ezalatt a lelkészlakban mennydörgésszerű zaj volt hallható. (...) a ház remegett, körülbelül egy negyedórán át." A segítő úgy megijedt hogy nem jött többet. Megfigyelé, hogy "a zaj erősebb s a támadások többször megismétlődnek, valahányszor másnap egy-egy nagy bűnösnek kellett jönnie." Vianney az ördögöt Grappinnek (=fickó, tolvaj, zsivány) nevezé.

#### Életmódja
Az étkezése rendszerint abból állott, hogy megfőzött egy fazéknyi krumplit, majd azt dróthálóba akasztotta az ágya fölött; ha éhes volt, kivett egy szemet. Nagyjából egy hétbe tellett, mire a fazék krumplit elkölté.

#### Szentbeszédei
"Főtisztelendő úr – kérdezte valaki – miért imádkozik oly csendesen, és miért prédikál oly hangosan? Ez azért van – válaszolt jóindulatúan Vianney – mert ha prédikálok, akkor vagy a süketnek vagy a szundikálónak beszélek, ha pedig imádkozom, a jó Istennel beszélek, aki nem süket."
Prédikációinak és hozzájuk illő életvezetésének nagy hatása volt és Ars lakói visszatértek a vallásossághoz.

## Későbbi évek
Vianney János lassan nemzetközi hírnévre tett szert, és messze földről érkeztek az emberek Ars-ba, hogy meghallgassák. „1855-re a zarándokok száma elérte az évi húszezret. Élete utolsó tíz évében napi 16-18 órát töltött a gyóntatószékben” – írta Susan T. Otten.
Vianney Szent Filoménának, a korai egyház szűz mártírjának nagy tisztelője volt. Védelmezőjének tartotta és tiszteletére kapolnát emeltetett, amely ma is áll. 1843 májusában, amikor olyan beteg volt, hogy úgy érezte, közel a halál, Filoména segítségét kérte és ígéretet tett, hogy kápolnájánál száz misét mond. Tizenkét nappal később meggyógyult, és betartotta a szavát.

## Halála és kanonizációja
1859-ben, 73 éves korában hunyt el.

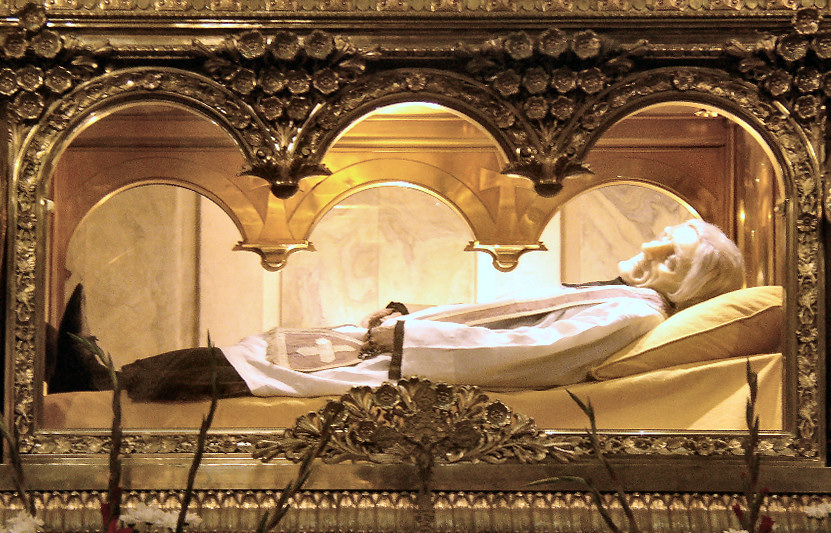
A katolikus egyház által romlatlanul talált teste. Az arc egy viaszmaszkot visel. A test a főoltár fölött van sírba téve az arsi bazilikában.

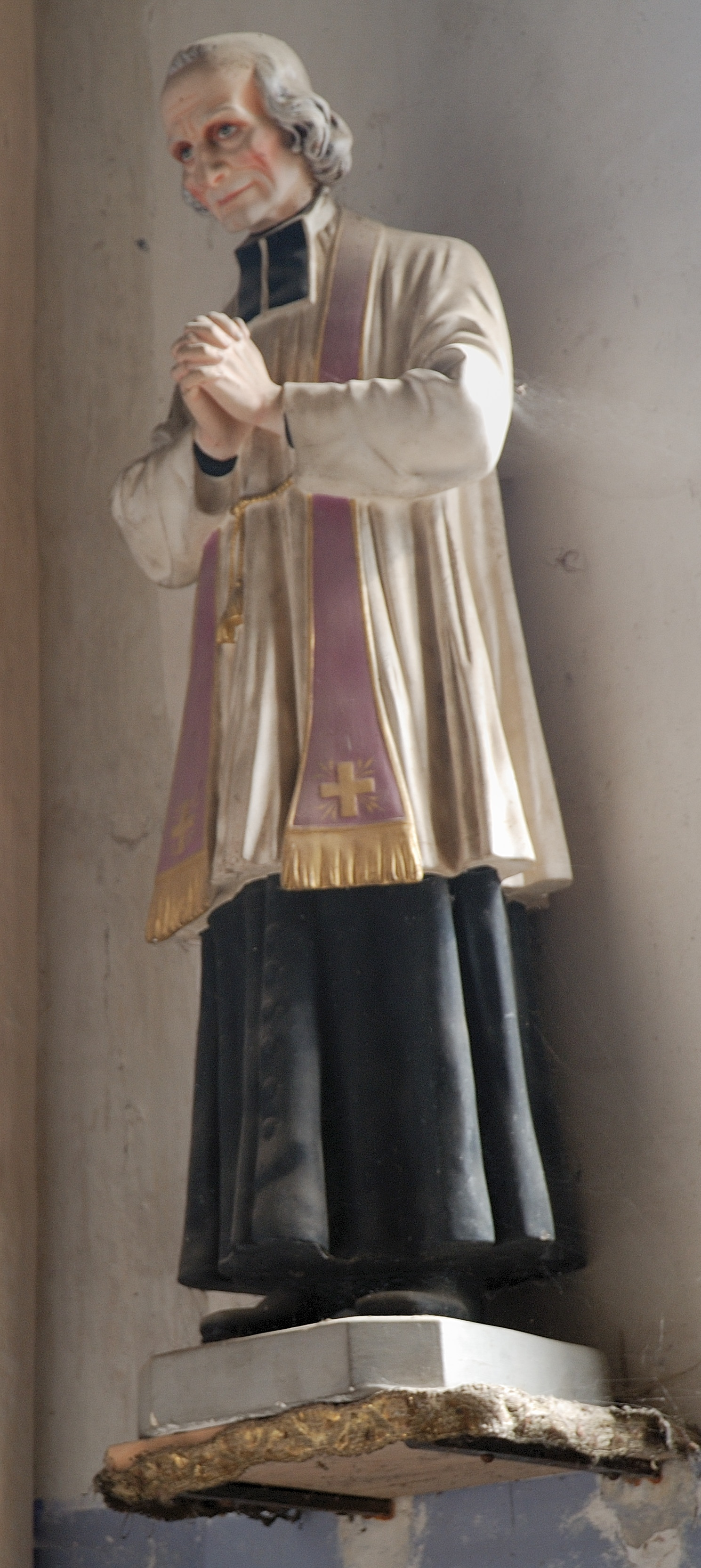
Szobra egy francia falu templomában

Élete során életrajzírói szerint csodákat tett. Pénzt gyűjtött jótékonysági célokra és élelmet az árváknak. Megmagyarázhatatlan módokon ismerte a múltat és a jövőt, és gyógyítani tudta a betegeket, különösen a gyermekeket.
1874. október 3-án IX. Piusz pápa a Tiszteletre méltó (venerabilis) címmel tüntette ki. 1905. január 8-án X. Piusz pápa Boldoggá nyilvánította és példaképül állította a klérus elé. 1925-ben XI. Piusz pápa kanonizálta és augusztus 8-át nevezte meg a szent emléknapjaként, melyet 1928-ban foglaltak az Általános római naptár-ba (latiunul la:Calendarium Romanae Ecclesiae-ba). VI. Pál pápa alatt 1969-ben az emléknapot halála napjának évfordulójára, augusztus 4-ére helyezték át.

## Sacerdotii Nostri Primordia
XXIII. János pápa 1959-ben bocsátotta ki Vianney Janosról szóló, Sacerdotii Nostri Primordia című enciklikáját, amelyben többek közt a következőkért dicsérte a szentet:
- „Teste önkéntes sanyargatása”, amely során „szinte teljesen tartózkodott az evéstől es az alvástól, hogy a büntetés legkeményebb fajtáit hajtsa végre nagy lelkierőt követelő önmegtagadással”. Vianney ezt az önsanyargatást azokért a bűnösökért vállalta, akiknek pásztora volt. „Csak kis büntetést szabok ki azokra, akik a kellő módon meggyónjak bűneiket; a maradékot magamra vállalom.”
- Vállalt szegénysége, "élet, amely szinte teljesen mentes volt a világ változó és veszendő holmijaitól." Az enciklika idézi Vianney mondatait: "A titkom nem nehéz ... adj túl mindenen és semmit se tarts meg magadnak", és hogy "sok ember elrejti a pénzét, miközben mások éhen halnak."

## Magyarul megjelent művei
- Imádkozzatok és szeressetek! Vianney Szent János bölcsességei és buzdításai az esztendő minden napjára; összeáll. Nagy Alexandra; Szt. Gellért, Bp., 2009
- Monin abbé: Szól az ars-i szent. Vianney Szent János gondolatai és elmélkedései; ford. Vácz Jenő; 2. jav. kiad.; Szt. Gellért, Bp., 2009

## Fordítás
- Ez a szócikk részben vagy egészben  a   Jean Vianney című angol Wikipédia-szócikk ezen változatának fordításán alapul.  Az eredeti cikk szerkesztőit annak laptörténete sorolja fel. Ez a jelzés csupán a megfogalmazás eredetét és a szerzői jogokat jelzi, nem szolgál a cikkben szereplő információk forrásmegjelöléseként.

## További ismeretek
- St. Jean-Baptiste-Marie Vianney (Catholic Encyclopedia 1913)
- Vianney Szent János (katolikus.hu: Szentek) Archiválva 2008. december 30-i dátummal a Wayback Machine-ben
- Anekdoták Vianney Szent Jánosról (magnificat.ro)